# 孔琳 (演員)
孔琳（1969年—），原名孔令琳，中国大陆女演员。

## 生平
1969年出生于浙江杭州，祖籍山東曲阜，1987年考入北京電影學院表演系，生於一個藝術世家，父親是歌劇家，唱歌、跳舞、大提琴全部皆能。

## 作品列表

### 電視劇
- 《血战大沽口》
- 《青春不会等待》
- 《新七侠五义》
- 《警苑神掌》
- 1995年《牌坊》
- 1995年《无悔追踪》
- 《商旗》
- 1998年《千秋家国梦》
- 《江山美人》
- 《超级城市》之《蒙娜丽莎》
- 《阳光地带》
- 《侬心太软》
- 《警坛风云》

《咱老百姓》之《昨天的哨音》获取亚洲电视节最佳单本剧奖   
- 《无名功勋》
- 《百日追踪》
- 《缘份的天空》（贺岁片）（上下集）
- 2000年《黑洞》
- 2001年 《一路上有你》（制片、监制、艺术总监）
- 《不觉流水年长》
- 2002年《愤怒的蝴蝶》
- 2002年 《真情告别》 （策划）
- 2003年《24小时警事》
- 2003年《福星高照猪八戒》
- 2004年《冬至》
- 2004年《国家使命》
- 2004年《萍踪侠影》飾 九天龍女
- 2005年《小鱼儿与花无缺》飾 邀月宮主
- 2006年《神雕侠侣》飾 黃蓉
- 《殷商传奇》
- 《好好过日子》
- 2006年《海上传奇》
- 2006年《张礼红的现代生活》
- 2006年《红粉》
- 2006年《给婚姻放暑假》
- 2007年《生死桥》
- 2007年《黄飞鸿》
- 2007年《长江一号》
- 2010年《养父》
- 2012年《唐朝浪漫英雄》飾 女術士
- 2014年《爷们儿》飾 李國月
- 2014年《大丈夫》飾 趙舒雅(友情客串)
- 2015年《虎媽貓爸》飾 吳姐
- 2018年为了你我愿意热爱整个世界
- 2019年 《親愛的，熱愛的》
- 2019年 《帶着爸爸去留學》飾 周佳楠
- 2019年《走進你的記憶》
- 2019年《别碰我心底的小柔软》
- 2020年《完美关系》
- 2020年《蜗牛与黄鹂鸟》(客串)
- 2020年《他其实没有那么爱你》飾 周森磊母親
- 2020年《亲爱的麻洋街》飾 林家好
- 2021年《青春创业手册》(網絡劇)飾  李淑芬
- 2021年《理想照耀中国》飾 李合兰
- 2021年《飞鸟集》飾 穆衣
- 2021年《一生一世》飾 简从
- 2021年《夜色暗涌时》飾 許母
- 2022年《你好，神枪手》飾 唐母
- 2022年《追梦者联盟》飾 艾米母
- 2022年《好好说话》飾 張文
- 2022年《反转人生》(網絡劇)飾 大伯母
- 2022年《女士的法则》飾 唐影(客串)
- 2022年《林深见鹿》飾  苏总 (客串)
- 2022年《从爱情到幸福》(2014年拍攝)飾 钟丽梅
- 2022年《我奇怪的17岁³》(網絡劇)飾 程母
- 2022年《风吹半夏》飾 邝美丽
- 2022年《向风而行》飾 方京云 (客串)
- 2023年《三体》飾 程丽华
- 2023年《耀眼的你啊》飾 桑若微
- 2023年《那年时光安好》(網絡劇)飾 吳媽媽 (客串)
- 2023年《战火中的青春》(2019年拍攝)飾 叶母
- 2023年《熟年》飾 何母
- 2023年《长风渡》饰 太后
- 2023年《追光的日子》饰 李婷
- 2023年《暮色心约》饰 萬教授
- 2023年《我的人间烟火》饰 蔣母
- 2023年《蓮花樓》飾 皇太后 (客串)
- 2023年《为有暗香来》(網絡劇)飾 白夫人
- 2023年《无所畏惧》飾 喬連風 (客串)
- 2023年《画眉》飾 章岩
- 2023年《左耳》(2015年拍攝)飾 蒋皎母親
- 2024年《欢乐家长群》飾 秦英 (客串)
- 2024年《南来北往》飾 艳红母親
- 2024年《偷得将军半日闲》(網絡劇)飾 太后
- 2024年《时光代理人》(網絡劇)飾 白老師
- 2024年《雪迷宫》(網絡劇)飾 赵田軍
- 2024年《暗夜与黎明》飾 大太太
- 2024年《二十一天》(網絡劇)飾 常香凝(客串)
- 2025年《难哄》飾 車雁琴
- 2025年《我的差评女友》(網絡劇)飾 高煦
- 2025年《成家》飾 江桥妈妈
- 2025年《花海》(網絡劇，2021年拍攝)飾 梁慧茹
- 待播《天生梦想家》
- 待播《走起我的天才街坊》(客串)
- 待播《十年一品温如言》飾 林若梅
- 待播《风过留痕》飾 徐石
- 待播《喜剧之王》(網絡劇)
- 待播《冬去春来》

### 電影
- 1989年 《血色清晨》飾 農村姑娘紅杏 。
- 1990年《大紅燈籠高高掛》飾 小丫頭雁兒。
- 1991年《情海浪花》。
- 1992年《不能沒有愛》。
- 1992年《飞跃人生》。
- 1992年《头发乱了》监制、策划、主演
- 1993年《潇洒一回》。
- 1994年《女人的选择》。
- 1994年《頭髮亂了》。
- 1997年《浪漫街頭》。
- 2000年《缘分的天空》。
- 2001年 《花街》 。
- 《仁厨子》又名《人厨子》。
- 2005年 电视电影《随风而去》。
- 2009年《金錢帝國》。
- 2017年一路绽放
- 2018年北斗之岛城风云
- 2022年《聂隐娘之绝命刺杀》(網絡電影)

## 演唱
- 1993年 《红风筝》电影《头发乱了》主题歌
- 1995年 《废墟》电视剧《牌坊》主题歌
- 1997年 《我们都流过眼泪》电影《浪漫街头》主题歌
- 2007年《错》电视剧《张礼红的现代生活》（又名《出轨Ⅱ》）主题歌